# Setge de Constantinoble (1422)
El Setge de Constantinoble del 1422 com a resultat dels intents de l'emperador romà d'Orient Manuel II Paleòleg d'interferir en la successió dels sultans otomans, després de la mort de Mehmet I el 1421. Aquesta política dels romans d'Orient s'utilitzava sovint amb èxit per debilitar als seus veïns. Quan Murat II va emergir com el victoriós successor del seu pare, va entrar en territori romà d'Orient. Els turcs havien adquirit els seus propis canons, falconets, per primera vegada per al setge de 1422. Les dues parts estaven igualades tecnològicament, i els turcs van haver de construir barricades per tal d'encaixar les pedres de les bombardes. Els defensors romans d'Orient van guanyar la batalla. Els romans d'Orient contemporanis i la tradició otomana atribueixen la salvació de Constantinoble a una intervenció miraculosa de la Verge Maria.